# Rincón del Naranjo
Rincón del Naranjo är en ort i kommunen Tejupilco i delstaten Mexiko i Mexiko. Samhället hade 162 invånare vid folkräkningen 2020.